# Љеида
Љеида (кат. Lleida или на шпанском, Лерида шп. Lérida) град је на западу шпанске аутономне заједнице Каталонија. Главни је град покрајине Љеида (на шпанском, Лерида) и смештен је 160 km јужно од Пиринеја близу границе са Андором и Француском.

## Становништво
Према процени, у граду је 2014. живело 139.176 становника.

| 1989.   | 2002.   |
| ------- | ------- |
| 112.093 | 112.199 |

## Саобраћај

### Јавни саобраћај
Љеида има аутобуску и железничку станицу, 2004. године је успостављен саобраћај АВЕ — брзи воз — између Љеиде и Мадрида.

### Индивидуални саобраћај
Овај град је ауто-путем директно повезан са Барселоном на истоку и Сарагосом у правцу запада. Осим тога има доста споредних путева који су углавном паралелни са ауто-путем.

### Аеродром
Иако је у плану, Љеида још увек нема аеродром. Најближи и најлакше доступни аеродроми су Реус, Прат (Барселона), Сарагоса и Ђирона.

## Партнерски градови
- Перпињан
- Фоа
- Ферара
- Хефеј

## Познати људи из Љеиде
- Ђауме Балагеро, филмски режисер
- Енрике Гранадос и Кампина, композитор

## Галерија
- Стари град
- Стари Град
- Стари град
- Институт за лериданске студије
- Главна улица у Љеиди
- Фонтана сирене